# Robert Brécy
Robert Brécy, né le 5 juillet 1912 à Montmartre (Paris) et mort le 10 juin 1996 à Saint-Aubin-les-Elbeuf, est un historien français, qui s'est surtout intéressé à l'histoire du mouvement ouvrier et à la chanson sociale, en France.

## Apprenti
Robert Brécy est né à Paris dans une famille pauvre d'origine paysanne. Il est élevé dans le catholicisme, mais devient athée à l'âge de 15 ans.
Son père meurt en 1918, alors qu'il n'a que 6 ans. Il fréquente avec un certain succès l'école communale de la rue de Clignancourt, mais doit arrêter ses études à l'âge de 14 ans, par manque de ressources.
Il devient alors apprenti métreur, mais continue de suivre des cours du soir. Il parvient à entrer dans une banque en 1926 et continue de suivre des cours professionnels durant trois ans.

## Militant

### Débuts (1936-1940)
Il adhère à la CGT en 1936, puis aux Amis de l’Union soviétique où il occupe le poste de secrétaire adjoint du groupe Belleville-Saint-Fargeau, enfin au PCF. Il suit des cours à l’Université Ouvrière de 1936 à 1939.
Il est licencié en 1938 en raison de son activité syndicale et embauché début avril 1939 à la mairie de Maisons-Alfort dirigée par Albert Vassart. Il passe l’examen de commis de mairie en juillet et est titularisé par le maire.
L'arrestation du maire au début de la guerre conduit à son licenciement par le président de la Délégation spéciale.

### Drôle de guerre (1940)
Il est mobilisé en septembre 1939 et devient sergent d’infanterie en Alsace à proximité de la ligne Maginot. Il est alors très surveillé, son livret  portant la mention P.R. (présumé révolutionnaire). En mars 1940, il est renvoyé à l'arrière, au dépôt d’Epinal. En juin, il s’échappe lors de l’arrivée des troupes allemandes et réussit à gagner la Bretagne et à éviter l'emprisonnement.

### Militant communiste sous l'Occupation (1940-1944)
Il revient en région parisienne en juillet 1940. Il est alors au chômage jusqu'à la fin de l'année où il trouve un emploi de comptable. Il a repris contact avec le PCF clandestin dès juillet. Il est responsable adjoint à l’organisation pour Maisons-Alfort, Alfortville et Charenton.
La police perquisitionnant chez lui en mars 1941, il décide de quitter Maisons-Alfort pour Paris et il milite dans le VIIe arrondissement. Inscrit au « Chantier des intellectuels en chômage » en 1943, il est engagé par Jacques Jaujard et Joseph Billiet auprès de la direction des Musées de province et participe à l'évacuation des musées du littoral méditerranéen dans des dépôts de l’arrière-pays puis, en mai-juin 1944, dans le Centre.

### Responsable communiste de l'Après-guerre (1944-1956)
Rappelé à Paris en septembre 1944 pour affectation au Cabinet de Joseph Billiet, directeur (provisoire) des Beaux-Arts, il démissionne à son départ.
Robert Brécy devient permanent au siège du Front national, administrateur adjoint, et adjoint au secrétaire national à l’Éducation Henri Wallon. Il est élu au premier comité fédéral communiste de Paris, fin 1944. Élève puis directeur de l’École fédérale, il participe au Xe congrès du PCF en juin 1945.
Étienne Fajon l'appelle à la section centrale d’éducation du PCF en octobre 1945. Il organise des écoles militantes en province et dirige trois écoles centrales (Jeunes, Journalistes, dirigeants coloniaux) avant de devenir en 1948 rédacteur en chef des Cahiers du communisme dont le directeur était alors Victor Michaut. Il travaille plusieurs années avec François Billoux à la section idéologique du Comité central.
Il est nommé directeur des Éditions sociales, à la fin de 1955.

### Rupture avec le PCF (1956-1961)
Ses désaccords politiques apparaissent en 1956, à propos de la Guerre d'Algérie, du XXe congrès du Parti communiste de l'Union soviétique, des événements de Hongrie et du contrôle des naissances. Il participe à la tendance oppositionnelle  « l’Etincelle », puis à « Voies nouvelles » en 1957-1958.
En 1958, il est licencié des Éditions sociales par la direction du PCF.
En 1961, il quitte le PCF car il juge « stériles les tentatives internes de déstalinisation et de démocratisation ».
Il n'adhère ensuite à aucun un autre parti et reste partisan d’un « socialisme révolutionnaire et démocratique et d’un syndicalisme indépendant ».

## Historien

### Formation
Il ne suit pas une formation universitaire, mais devient un historien reconnu du mouvement ouvrier ; il publie dans des revues scientifiques à comité de lecture, notamment dans Le Mouvement social, la Revue d'histoire moderne et contemporaine, les Annales historiques de la Révolution française. Il écrit aussi des notices biographiques de chansonniers révolutionnaires dans le Dictionnaire biographique du mouvement ouvrier français.
Passionné par l’histoire du mouvement ouvrier français et international, Robert Brécy publie Le Mouvement syndical en France (1871-1921) et La Grève générale en France, préfacé par Jean Maitron. Enfin, il se passionne pour l'histoire de la chanson sociale.

### Spécialiste de la chanson sociale
Il publie en 1978 un Florilège de la chanson révolutionnaire, de 1789 au Front populaire, et en 1989 La Révolution en chantant qui obtient le Prix de l'Académie Charles Cros.
En 1980, il est coauteur, avec Bernard Baissat, du film Écoutez Bizeau, consacré au poète et chansonnier anarchiste français Eugène Bizeau, qui allait alors atteindre l'âge de 100 ans.
En 1991, il publie une étude de la goguette la Muse Rouge, groupe de poètes et de chansonniers révolutionnaires (1901-1939).

## Publications
- Le mouvement syndical en France, 1871-1921. Essai bibliographique, Mouton, 1963. Réédition, éditions du Signe, 1982.
- La Grève générale en France, préface de Jean Maitron, EDI, 1969.
- Robert Brécy, Florilège de la chanson révolutionnaire de 1789 au Front populaire, Paris, Éditions ouvrières, 1990, 304 p. (ISBN 978-2-7082-2872-6, OCLC 23466231).
- Robert Brécy, La Révolution en chantant, Éditions Francis Van De Velde-Christian Pirot, 1988, 231 p.  (ISBN 978-2-01015-143-9), (OCLC 2344869) (pour le bicentenaire de 1789).
- Robert Brécy, Autour de la Muse rouge : groupe de poètes et chansonniers révolutionnaires, 1901-1939, Saint-Cyr-sur-Loire, France, Éditions Ch. Pirot, coll. « Chanson », 1991, 254 p. (ISBN 978-2-86808-047-9, OCLC 231576718).
- Robert Brécy, La chanson de la Commune : chansons et poèmes inspirés par la Commune de 1871, Paris, Éditions ouvrières, 1991, 273 p. (ISBN 978-2-7082-2855-9, OCLC 24070217, lire en ligne).